# Список творческих союзов Республики Башкортостан
Список творческих союзов Республики Башкортостан, существующих на 01.01.2013 года.
- Региональная общественная организация «Союз писателей Республики Башкортостан»

Председатель — Туйгунов Риф Галимович
- Региональная общественная организация «Союз композиторов Республики Башкортостан»

Председатель — Гайсин Раит Рашитович
- Региональное отделение Всероссийской творческой общественной организации «Союз художников России» Республики Башкортостан

Председатель — Фазылов Хатип Сарварович
- Региональное отделение Союз театральных деятелей Республики Башкортостан

Председатель — Абушахманов Ахтям Ахатович
- Общественная организация «Союз кинематографистов Башкортостана» — региональное отделение общественной организации «Союз кинематографистов Российской Федерации»

Председатель — Юмагулов Айсыуак Ильшатович
- Международная федерация художников ЮНЕСКО — Творческий союз художников Республики Башкортостан[1]

Президент — Пегов Владислав Викторович
- Региональная общественная организация «Союз кураистов Республики Башкортостан»[2]

Председатель — Султангареев И. Р.
- Союз архитекторов Республики Башкортостан

председатель Союза архитекторов РБ Урал Газизович Ураксин
- Региональная общественная организация «Музыкальное общество Республики Башкортостан»

Председатель — Даутов Н. А.
- Филиал всероссийского хорового общества в Республике Башкортостан.

Руководитель — Хасбиуллина Алсу Афгановна
- Региональная Общественная Организация "Творческий союз художников запада Республики Башкортостан"

Председатель правления - Сафонов Владимир Юрьевич